# 安部さゆり
安部 さゆり（あべ さゆり、1987年2月6日 - ）は、日本のタレント、モデル。血液型B型。

## 来歴・人物
- 玉川大学芸術学部出身。女優志望で、大学では演劇を専攻した。特技のオペラは10年続けている。
- 2007年から主にブライダルモデルとして活躍後、2009年に所属事務所移籍。2012年10月より大分県の株式会社ゴーライズに所属。「大分県マリンカルチャーセンター」の初代マスコットガールをつとめていた。
- 妹はAneCanの読者モデルで、日本テレビのイベントコンパニオンを務めたことがある安部早紀子[1][2]。
- 既婚者。披露宴は2015年11月22日に福岡県で行われ、マジシャンのKiLaもサプライズ出演していたことが妹のブログで明かされている[3]。

## 作品

### DVD
1. NEW KISS（2009年8月7日発売／スパイスビジュアル）
2. 純潔ガール（2009年11月20日発売／イーネット・フロンティア）

## 主な出演

### 舞台
- 宮藤官九郎演出 NHKあべ一座
- 鹿島勤演出  ロードメイカー他

### テレビ
- 木曜スペシャル世界の怪奇現象 （2008年 日本テレビ）
- TOKYO MX 「ULALA@7」

### CM
- リピトール （2008年）
- BS ハイビジョンホームサーバーフレックスリンク（2009年）

### WEB動画
チャンネルロゴス レポーター（2009年）

### 雑誌
- デジタルフォト「GIRLS IN MOTION」
- ELLEgirl 8月号 LA体験記
- デコ雑誌 DecoDeco 創刊号
- @motteco 乗馬・タカラトミー
- 玄光社 ビデオサロン
- 月刊カメラマン

### 広告
- 豊会館
- 京王モール
- Disneyエプロン
- ティップネス
- DHC 美脚ソックス
- 京王線 ATM 車内広告
- NASスポーツクラブ